# Gran Premio motociclistico di Francia 2024
Il Gran Premio motociclistico di Francia 2024 è stata la quinta prova del motomondiale del 2024. Le vittorie nelle quattro classi sono andate a: Jorge Martín nella Sprint e nella gara della MotoGP, Sergio García in Moto2, David Alonso in Moto3, e Nicholas Spinelli nelle due gare della MotoE.

## Prove e qualifiche

### MotoE
Nelle due sessioni di prove libere, la moto più veloce in pista è la Tech3 E-Racing di Alessandro Zaccone in 1'40"262.
In qualifica, la Pole Position va ad Héctor Garzó, per la prima volta nel Motomondiale, in 1'39"995; ecco i risultati dei primi cinque classificati:
| Pos | Nº | Pilota            | Team               | Tempo    |
| --- | -- | ----------------- | ------------------ | -------- |
| 1   | 4  | Héctor Garzó      | Dynavolt Intact GP | 1'39.995 |
| 2   | 29 | Nicholas Spinelli | Tech3 E-Racing     | 1'40.026 |
| 3   | 51 | Eric Granado      | LCR E-Team         | 1'40.126 |
| 4   | 40 | Mattia Casadei    | LCR E-Team         | 1'40.195 |
| 5   | 61 | Oscar Gutiérrez   | Axxis - MSi        | 1'40.301 |

### Moto3
Nella sessione di prove libere, David Alonso è il più veloce in pista in 1'40"792. Il colombiano si conferma il più veloce anche nelle due sessioni di prequalifiche segnando il miglior tempo in 1'40"121.
In qualifica, la Pole Position va per la terza volta consecutiva a David Alonso in 1'40"121; ecco i risultati dei primi cinque classificati:
| Pos | Nº | Pilota             | Team                           | Tempo    |
| --- | -- | ------------------ | ------------------------------ | -------- |
| 1   | 80 | David Alonso       | CFMoto Aspar Team              | 1'40.114 |
| 2   | 96 | Daniel Holgado     | Red Bull GASGAS Tech3          | 1'40.125 |
| 3   | 99 | José Antonio Rueda | Red Bull KTM Ajo               | 1'40.426 |
| 4   | 31 | Adrián Fernández   | Leopard Racing                 | 1'40.777 |
| 5   | 95 | Collin Veijer      | Liqui Moly Husqvarna Intact GP | 1'40.793 |

### Moto2
In Moto2 la sessione di prove libere vede Alonso López in testa con il tempo di 1'35"556. Nelle due sessioni di prequalifiche, nella combinata, Manuel González del team Gresini fa il miglior tempo in 1'34"868.
In qualifica, la Pole va ad Arón Canet, al rientro dall'infortunio, che ottiene la sua quindicesima si conferma Pole in carriera, in 1'35"037; ecco i risultati dei primi cinque classificati:
| Pos | Nº | Pilota        | Team                          | Tempo    |
| --- | -- | ------------- | ----------------------------- | -------- |
| 1   | 44 | Arón Canet    | Fantic Racing                 | 1'35"037 |
| 2   | 16 | Joe Roberts   | OnlyFans American Racing Team | 1'35"173 |
| 3   | 3  | Sergio García | MT Helmets - MSi              | 1'35"248 |
| 4   | 75 | Albert Arenas | QJMotor Gresini Moto2         | 1'35"377 |
| 5   | 21 | Alonso López  | Folladore SpeedUp             | 1'35"437 |

### MotoGP
Nella prima delle due sessioni di prove libere, così come nella sessione di prequalifica, il miglior tempo è stato fatto segnare dalla Pramac di Jorge Martín in 1'40"484. Nella seconda sessione di prove libere il miglior tempo è dell'Aprilia numero 12 di Maverick Viñales in 1'31"033.
Nel Q1 riescono a passare il turno Enea Bastianini e Miguel Oliveira. La Q2 p caratterizzata da molte cadute nel finale, ma nonostante ciò la Pole Position va a Jorge Martín in 1'29"919, seguito da Francesco Bagnaia e dalla Aprilia di Maverick Viñales. Di seguito i risultati delle qualifiche:
| Pos. | Nº | Pilota                | Team                         | Tempo     | Tempo    |
| Pos. | Nº | Pilota                | Team                         | Q1        | Q2       |
| ---- | -- | --------------------- | ---------------------------- | --------- | -------- |
| 1    | 89 | Jorge Martín          | Prima Pramac Racing          | Già in Q2 | 1'29.919 |
| 2    | 1  | Francesco Bagnaia     | Ducati Lenovo Team           | Già in Q2 | 1'30.111 |
| 3    | 12 | Maverick Viñales      | Aprilia Racing               | Già in Q2 | 1'30.313 |
| 4    | 49 | Fabio Di Giannantonio | Pertamina Enduro VR46 Racing | Già in Q2 | 1'30.436 |
| 5    | 72 | Marco Bezzecchi       | Pertamina Enduro VR46 Racing | Già in Q2 | 1'30.553 |
| 6    | 41 | Aleix Espargaró       | Aprilia Racing               | Già in Q2 | 1'30.572 |
| 7    | 31 | Pedro Acosta          | Red Bull GASGAS Tech3        | Già in Q2 | 1'30.650 |
| 8    | 20 | Fabio Quartararo      | Monster Energy Yamaha        | Già in Q2 | 1'30.686 |
| 9    | 21 | Franco Morbidelli     | Prima Pramac Racing          | Già in Q2 | 1'30.782 |
| 10   | 23 | Enea Bastianini       | Ducati Lenovo Team           | 1'30.233  | 1'30.786 |
| 11   | 43 | Jack Miller           | Red Bull KTM Factory Racing  | Già in Q2 | 1'31.007 |
| 12   | 88 | Miguel Oliveira       | Trackhouse Racing            | 1'30.478  | 1'31.075 |
| 13   | 93 | Marc Márquez          | Gresini Racing               | 1'30.586  |          |
| 14   | 25 | Raúl Fernández        | Trackhouse Racing            | 1'30.676  |          |
| 15   | 5  | Johann Zarco          | Castrol Honda LCR            | 1'30.891  |          |
| 16   | 42 | Álex Rins             | Monster Energy Yamaha        | 1'31.067  |          |
| 17   | 73 | Álex Márquez          | Gresini Racing               | 1'31.148  |          |
| 18   | 36 | Joan Mir              | Repsol Honda                 | 1'31.186  |          |
| 19   | 30 | Takaaki Nakagami      | Idemitsu Honda LCR           | 1'31.274  |          |
| 20   | 37 | Augusto Fernández     | Red Bull GASGAS Tech3        | 1'31.473  |          |
| 21   | 10 | Luca Marini           | Repsol Honda                 | 1'31.837  |          |
| 22   | 33 | Brad Binder           | Red Bull KTM Factory Racing  | 1'32.228  |          |

## Gare

### MotoGP

#### Sprint
La gara Sprint viene vinta da Jorge Martín con la Pramac davanti alla Gresini numero 93 di Marc Márquez e alla Aprilia di Maverick Viñales, per comporre un podio tutto spagnolo. Appena giù dal podio Enea Bastianini, quarto, poi Aleix Espargaró, sesta la migliore KTM di Pedro Acosta, settimo Fabio Di Giannantonio seguito da Jack Miller, mentre chiude la zona punti la Trackhouse di Raúl Fernández. Ritirati, invece, Bagnaia a causa di un problema alla sua moto, ed anche Marco Bezzecchi a causa di una caduta mentre era in zona podio. Di seguito i risultati della gara Sprint:

##### Arrivati al traguardo
| Pos. | Nº | Pilota                | Squadra                      | Motocicletta       | Giri | Tempo     | Griglia | Punti |
| ---- | -- | --------------------- | ---------------------------- | ------------------ | ---- | --------- | ------- | ----- |
| 1º   | 89 | Jorge Martín          | Prima Pramac Racing          | Ducati Desmosedici | 13   | 19'49"694 | 1º      | 12    |
| 2º   | 93 | Marc Márquez          | Gresini Racing               | Ducati Desmosedici | 13   | +2.280    | 13º     | 9     |
| 3º   | 12 | Maverick Viñales      | Aprilia Racing               | Aprilia RS-GP      | 13   | +4.174    | 3º      | 7     |
| 4º   | 23 | Enea Bastianini       | Ducati Lenovo Team           | Ducati Desmosedici | 13   | +4.798    | 10º     | 6     |
| 5º   | 41 | Aleix Espargaró       | Aprilia Racing               | Aprilia RS-GP      | 13   | +7.698    | 6º      | 5     |
| 6º   | 31 | Pedro Acosta          | Red Bull GASGAS Tech3        | KTM RC16           | 13   | +9.185    | 7º      | 4     |
| 7º   | 49 | Fabio Di Giannantonio | Pertamina Enduro VR46 Racing | Ducati Desmosedici | 13   | +11.190   | 4º      | 3     |
| 8º   | 43 | Jack Miller           | Red Bull KTM Factory Racing  | KTM RC16           | 13   | +11.516   | 11º     | 2     |
| 9º   | 25 | Raúl Fernández        | Trackhouse Racing            | Aprilia RS-GP      | 13   | +12.257   | 14º     | 1     |
| 10º  | 20 | Fabio Quartararo      | Monster Energy Yamaha        | Yamaha YZR-M1      | 13   | +12.699   | 8º      |       |
| 11º  | 88 | Miguel Oliveira       | Trackhouse Racing            | Aprilia RS-GP      | 13   | +13.492   | 12º     |       |
| 12º  | 21 | Franco Morbidelli     | Prima Pramac Racing          | Ducati Desmosedici | 13   | +15.578   | 9º      |       |
| 13º  | 5  | Johann Zarco          | Castrol Honda LCR            | Honda RC213V       | 13   | +16.439   | 15º     |       |
| 14º  | 73 | Álex Márquez          | Gresini Racing               | Ducati Desmosedici | 13   | +16.816   | 17º     |       |
| 15º  | 33 | Brad Binder           | Red Bull KTM Factory Racing  | KTM RC16           | 13   | +16.696   | 22º     |       |
| 16º  | 30 | Takaaki Nakagami      | LCR Honda Idemitsu           | Honda RC213V       | 13   | +19.123   | 19º     |       |
| 17°  | 37 | Augusto Fernández     | Red Bull GASGAS Tech3        | KTM RC16           | 13   | +23.618   | 20°     |       |
| 18°  | 10 | Luca Marini           | Repsol Honda                 | Honda RC213V       | 13   | +27.854   | 21°     |       |

##### Ritirati
| Nº | Pilota            | Squadra                      | Motocicletta       | Giri | Griglia |
| -- | ----------------- | ---------------------------- | ------------------ | ---- | ------- |
| 72 | Marco Bezzecchi   | Pertamina Enduro VR46 Racing | Ducati Desmosedici | 9    | 5º      |
| 42 | Álex Rins         | Monster Energy Yamaha        | Yamaha YZR-M1      | 6    | 16º     |
| 36 | Joan Mir          | Repsol Honda                 | Honda RC213V       | 4    | 18º     |
| 1  | Francesco Bagnaia | Ducati Lenovo Team           | Ducati Desmosedici | 3    | 2º      |

#### Gara
Jorge Martín si ripete alla domenica portandosi a casa il bottino pieno da Le Mans. Chiude in seconda posizione, così come nella Sprint, Marc Márquez partito 13° di poco davanti a Francesco Bagnaia, a lunghi tratti in testa alla gara. Quarta posizione per l'altra Ducati di Enea Bastianini, quinto Maverick Viñales, più staccati Fabio Di Giannantonio e Franco Morbidelli, ai suoi primi punti alla domenica dell'anno, ottavo Brad Binder partito ultimo, poi Aleix Espargaró, Álex Márquez decimo e Raúl Fernández. Dodicesima posizione per il padrone di casa Johann Zarco, tredicesimo Augusto Fernández, poi Takaaki Nakagami ed Álex Rins a chiudere la zona punti. Di seguito i risultati della gara:

##### Arrivati al traguardo
| Pos. | Nº | Pilota                | Squadra                      | Motocicletta       | Giri | Tempo     | Griglia | Punti |
| ---- | -- | --------------------- | ---------------------------- | ------------------ | ---- | --------- | ------- | ----- |
| 1º   | 89 | Jorge Martín          | Prima Pramac Racing          | Ducati Desmosedici | 27   | 41'23"709 | 1º      | 25    |
| 2º   | 93 | Marc Márquez          | Gresini Racing               | Ducati Desmosedici | 27   | +0.446    | 13º     | 20    |
| 3º   | 1  | Francesco Bagnaia     | Ducati Lenovo                | Ducati Desmosedici | 27   | +0.585    | 2º      | 16    |
| 4º   | 23 | Enea Bastianini       | Ducati Lenovo                | Ducati Desmosedici | 27   | +2.206    | 10º     | 13    |
| 5º   | 12 | Maverick Viñales      | Aprilia Racing               | Aprilia RS-GP      | 27   | +4.053    | 3º      | 11    |
| 6º   | 49 | Fabio Di Giannantonio | Pertamina Enduro VR46 Racing | Ducati Desmosedici | 27   | +9.480    | 4º      | 10    |
| 7º   | 21 | Franco Morbidelli     | Prima Pramac Racing          | Ducati Desmosedici | 27   | +9.868    | 9º      | 9     |
| 8º   | 33 | Brad Binder           | Red Bull KTM Factory Racing  | KTM RC16           | 27   | +10.353   | 22º     | 8     |
| 9º   | 41 | Aleix Espargaró       | Aprilia Racing               | Aprilia RS-GP      | 27   | +11.392   | 6º      | 7     |
| 10º  | 73 | Álex Márquez          | Gresini Racing               | Ducati Desmosedici | 27   | +13.442   | 17º     | 6     |
| 11º  | 25 | Raúl Fernández        | Trackhouse Racing            | Aprilia RS-GP      | 27   | +24.201   | 14º     | 5     |
| 12º  | 5  | Johann Zarco          | Castrol Honda LCR            | Honda RC213V       | 27   | +26.809   | 15º     | 4     |
| 13º  | 37 | Augusto Fernández     | Red Bull GASGAS Tech3        | KTM RC16           | 27   | +27.426   | 20º     | 3     |
| 14º  | 30 | Takaaki Nakagami      | Idemitsu Honda LCR           | Honda RC213V       | 27   | +30.026   | 19º     | 2     |
| 15º  | 42 | Álex Rins             | Monster Energy Yamaha        | Yamaha YZR-M1      | 27   | +30.936   | 16º     | 1     |
| 16º  | 10 | Luca Marini           | Repsol Honda                 | Honda RC213V       | 27   | +40.000   | 21º     |       |

##### Ritirati
| Nº | Pilota           | Squadra                      | Motocicletta       | Giri | Griglia |
| -- | ---------------- | ---------------------------- | ------------------ | ---- | ------- |
| 88 | Miguel Oliveira  | Trackhouse Racing            | Aprilia RS-GP      | 16   | 12º     |
| 43 | Jack Miller      | Red Bull KTM Factory Racing  | KTM RC16           | 16   | 11º     |
| 20 | Fabio Quartararo | Monster Energy Yamaha        | Yamaha YZR-M1      | 16   | 8º      |
| 36 | Joan Mir         | Repsol Honda                 | Honda RC213V       | 14   | 18º     |
| 72 | Marco Bezzecchi  | Pertamina Enduro VR46 Racing | Ducati Desmosedici | 3    | 5º      |
| 31 | Pedro Acosta     | Red Bull GASGAS Tech3        | KTM RC16           | 2    | 7º      |

### Moto2
Seconda vittoria stagionale e in Moto2 per Sergio García davanti al compagno Ai Ogura a completare una doppietta MT Helmets - MSi. Terza posizione la Speed Up di Alonso López a formare un podio targato Boscoscuro. Quarta posizione per Joe Roberts davanti a Somkiat Chantra, al miglior risultato stagionale. Sesto e con il giro veloce il Poleman Arón Canet seguito da Fermín Aldeguer e Tony Arbolino migliore degli italiani, nono Albert Arenas davanti ad Izan Guevara. Poi Jeremy Alcoba, Filip Salač, Senna Agius davanti al compagno Darryn Binder con Marcos Ramírez a chiudere la zona punti. Di seguito i risultati della gara:

#### Arrivati al traguardo
| Pos | Nº | Pilota                  | Squadra                         | Motocicletta | Giri | Tempo     | Griglia | Punti |
| --- | -- | ----------------------- | ------------------------------- | ------------ | ---- | --------- | ------- | ----- |
| 1°  | 3  | Sergio García           | MT Helmets - MSi                | Boscoscuro   | 22   | 35'20"709 | 3º      | 25    |
| 2°  | 79 | Ai Ogura                | MT Helmets - MSi                | Boscoscuro   | 22   | +3.174    | 17º     | 20    |
| 3°  | 21 | Alonso López            | Folladore Speed Up              | Boscoscuro   | 22   | +3.704    | 5º      | 16    |
| 4°  | 16 | Joe Roberts             | OnlyFans American Racing Team   | Kalex        | 22   | +3.764    | 2º      | 13    |
| 5°  | 35 | Somkiat Chantra         | Idemitsu Honda Team Asia        | Kalex        | 22   | +3.935    | 13º     | 11    |
| 6°  | 44 | Arón Canet              | Fantic Racing                   | Kalex        | 22   | +4.511    | 1º      | 10    |
| 7°  | 54 | Fermín Aldeguer         | Folladore Speed Up              | Boscoscuro   | 22   | +4.811    | 12º     | 9     |
| 8°  | 14 | Tony Arbolino           | Elf Marc VDS Racing Team        | Kalex        | 22   | +6.811    | 10º     | 8     |
| 9°  | 75 | Albert Arenas           | QJMotor Gresini Moto2           | Kalex        | 22   | +8.831    | 4º      | 7     |
| 10° | 28 | Izan Guevara            | CFMoto Aspar Team               | Kalex        | 22   | +14.215   | 7º      | 6     |
| 11° | 52 | Jeremy Alcoba           | Yamaha VR46 Master Camp Team    | Kalex        | 22   | +17.795   | 14º     | 5     |
| 12° | 12 | Filip Salač             | Elf Marc VDS Racing Team        | Kalex        | 22   | +18.044   | 9º      | 4     |
| 13° | 81 | Senna Agius             | Liqui Moly Husqvarna Intact GP  | Kalex        | 22   | +18.191   | 8º      | 3     |
| 14° | 15 | Darryn Binder           | Liqui Moly Husqvarna Intact GP  | Kalex        | 22   | +18.349   | 19º     | 2     |
| 15° | 24 | Marcos Ramírez          | OnlyFans American Racing Team   | Kalex        | 22   | +19.686   | 18º     | 1     |
| 16° | 5  | Jaume Masiá             | Pertamina Mandalika GAS UP Team | Kalex        | 22   | +21.460   | 20º     |       |
| 17° | 96 | Jake Dixon              | CFMoto Aspar Team               | Kalex        | 22   | +26.939   | 11º     |       |
| 18° | 53 | Deniz Öncü              | Red Bull KTM Ajo                | Kalex        | 22   | +30.633   | 22º     |       |
| 19° | 71 | Dennis Foggia           | Italtrans Racing Team           | Kalex        | 22   | +30.804   | 27º     |       |
| 20° | 9  | Jorge Navarro           | Klint Forward Factory Team      | Forward      | 22   | +37.741   | 26º     |       |
| 21° | 20 | Xavier Cardelús         | Fantic Racing                   | Kalex        | 22   | +37.994   | 25º     |       |
| 22° | 22 | Ayumu Sasaki            | Yamaha VR46 Master Camp Team    | Kalex        | 22   | +38.968   | 23º     |       |
| 23° | 17 | Daniel Muñoz            | Pertamina Mandalika GAS UP Team | Kalex        | 21   | +1 giro   | 24º     |       |
| 24° | 18 | Manuel González         | QJMotor Gresini Moto2           | Kalex        | 20   | +2 giri   | 6º      |       |
| 25° | 84 | Zonta van den Goorbergh | RW-Idrofoglia Racing GP         | Kalex        | 20   | +2 giri   | 15º     |       |
| 26° | 10 | Diogo Moreira           | Italtrans Racing Team           | Kalex        | 19   | +3 giri   | 21º     |       |

#### Ritirati
| Nº | Pilota         | Squadra                    | Motocicletta | Giri | Griglia |
| -- | -------------- | -------------------------- | ------------ | ---- | ------- |
| 43 | Xavier Artigas | Klint Forward Factory Team | Forward      | 15   | 28º     |
| 7  | Barry Baltus   | RW-Idrofoglia Racing GP    | Kalex        | 2    | 16º     |

### Moto3
Terza vittoria stagionale per David Alonso che sorpassa il diretto rivale Daniel Holgado nel corso dell'ultimo giro. Terza posizione per Collin Veijer. Quarta posizione per Joel Esteban con il giro veloce, quinto Iván Ortolá davanti ad Adrián Fernández ed al compagno Ryusei Yamanaka. Ottavo e al rientro dall'infortunio José Antonio Rueda, Tatsuki Suzuki nono, Ángel Piqueras decimo davanti a Luca Lunetta migliore degli italiani. Dodicesimo Jacob Roulstone, poi Joel Kelso, Taiyo Furusato e chiude la zona punti David Almansa. Di seguito i risultati della gara:

#### Arrivati al traguardo
| Pos | Nº | Pilota               | Squadra                        | Motocicletta  | Giri | Tempo     | Griglia | Punti |
| --- | -- | -------------------- | ------------------------------ | ------------- | ---- | --------- | ------- | ----- |
| 1°  | 80 | David Alonso         | CFMoto Gaviota Aspar Team      | CFMoto        | 20   | 34'00"058 | 1º      | 25    |
| 2°  | 96 | Daniel Holgado       | Red Bull GASGAS Tech3          | KTM RC 250 GP | 20   | +0.105    | 2º      | 20    |
| 3°  | 95 | Collin Veijer        | Liqui Moly Husqvarna Intact GP | Husqvarna     | 20   | +0.242    | 5º      | 16    |
| 4°  | 78 | Joel Esteban         | CFMoto Gaviota Aspar Team      | CFMoto        | 20   | +0.476    | 16º     | 13    |
| 5°  | 48 | Iván Ortolá          | MT Helmets - MSi               | KTM RC 250 GP | 20   | +0.612    | 6º      | 11    |
| 6°  | 31 | Adrián Fernández     | Leopard Racing                 | Honda NSF250R | 20   | +0.797    | 4º      | 10    |
| 7°  | 6  | Ryusei Yamanaka      | MT Helmets - MSi               | KTM RC 250 GP | 20   | +0.958    | 10º     | 9     |
| 8°  | 99 | José Antonio Rueda   | Red Bull KTM Ajo               | KTM RC 250 GP | 20   | +1.035    | 3º      | 8     |
| 9°  | 24 | Tatsuki Suzuki       | Liqui Moly Husqvarna Intact GP | Husqvarna     | 20   | +1.101    | 14º     | 7     |
| 10° | 36 | Ángel Piqueras       | Leopard Racing                 | Honda NSF250R | 20   | +2.163    | 9º      | 6     |
| 11° | 58 | Luca Lunetta         | SIC58 Squadra Corse            | Honda NSF250R | 20   | +6.715    | 15º     | 5     |
| 12° | 12 | Jacob Roulstone      | Red Bull GASGAS Tech3          | KTM RC 250 GP | 20   | +6.903    | 11º     | 4     |
| 13° | 66 | Joel Kelso           | BOE Motorsports                | KTM RC 250 GP | 20   | +7.217    | 7º      | 3     |
| 14° | 72 | Taiyo Furusato       | Honda Team Asia                | Honda NSF250R | 20   | +10.776   | 17º     | 2     |
| 15° | 22 | David Almansa        | Rivacold Snipers Team          | Honda NSF250R | 20   | +11.350   | 22º     | 1     |
| 16° | 85 | Xabi Zurutuza        | Red Bull KTM Ajo               | KTM RC 250 GP | 20   | +13.275   | 18º     |       |
| 17° | 82 | Stefano Nepa         | LevelUp - MTA                  | KTM RC 250 GP | 20   | +16.200   | 23º     |       |
| 18° | 55 | Noah Dettwiler       | CIP Green Power                | KTM RC 250 GP | 20   | +27.941   | 24º     |       |
| 19° | 10 | Nicola Fabio Carraro | LevelUp - MTA                  | KTM RC 250 GP | 20   | +28.799   | 20º     |       |
| 20° | 5  | Tatchakorn Buasri    | Honda Team Asia                | Honda NSF250R | 20   | +34.168   | 26º     |       |
| 21° | 70 | Joshua Whatley       | MLav Racing                    | Honda NSF250R | 20   | +47.787   | 25º     |       |

#### Ritirati
| Nº | Pilota          | Squadra               | Motocicletta  | Giri | Griglia |
| -- | --------------- | --------------------- | ------------- | ---- | ------- |
| 64 | David Muñoz     | BOE Motorsports       | KTM RC 250 GP | 16   | 8º      |
| 18 | Matteo Bertelle | Rivacold Snipers Team | Honda NSF250R | 15   | 19º     |
| 19 | Scott Ogden     | MLav Racing           | Honda NSF250R | 10   | 12º     |
| 54 | Riccardo Rossi  | CIP Green Power       | KTM RC 250 GP | 7    | 13º     |
| 7  | Filippo Farioli | SIC58 Squadra Corse   | Honda NSF250R | 1    | 21º     |

### MotoE

#### Gara 1

##### Arrivati al traguardo
| Pos. | Nº | Pilota            | Squadra                       | Giri | Tempo     | Griglia | Punti |
| ---- | -- | ----------------- | ----------------------------- | ---- | --------- | ------- | ----- |
| 1º   | 29 | Nicholas Spinelli | Tech3 E-Racing                | 8    | 13'25"693 | 2º      | 25    |
| 2º   | 21 | Kevin Zannoni     | OpenBank Aspar Team           | 8    | +1.353    | 10º     | 20    |
| 3º   | 40 | Mattia Casadei    | LCR E-Team                    | 8    | +2.063    | 4º      | 16    |
| 4º   | 81 | Jordi Torres      | OpenBank Aspar Team           | 8    | +2.169    | 6º      | 13    |
| 5º   | 9  | Andrea Mantovani  | Klint Forward Factory Team    | 8    | +2.357    | 11º     | 11    |
| 6º   | 51 | Eric Granado      | LCR E-Team                    | 8    | +3.313    | 3º      | 10    |
| 7º   | 99 | Óscar Gutiérrez   | Axxis - MSi                   | 8    | +3.672    | 5º      | 9     |
| 8º   | 11 | Matteo Ferrari    | Felo Gresini MotoE            | 8    | +4.938    | 14º     | 8     |
| 9º   | 72 | Alessio Finello   | Felo Gresini MotoE            | 8    | +9.376    | 12º     | 7     |
| 10º  | 34 | Kevin Manfredi    | Ongetta SIC58 Squadra Corse   | 8    | +10.267   | 13º     | 6     |
| 11º  | 3  | Lukas Tulovic     | Dynavolt Intact GP            | 8    | +17.431   | 9º      | 5     |
| 12º  | 80 | Armando Pontone   | Aruba Cloud MotoE Racing Team | 8    | +20.992   | 18º     | 4     |
| 13º  | 7  | Chaz Davies       | Aruba Cloud MotoE Racing Team | 8    | +22.495   | 16º     | 3     |
| 14°  | 6  | María Herrera     | Klint Forward Factory Team    | 8    | +23.009   | 17º     | 2     |
| 15°  | 77 | Miquel Pons       | Axxis - MSi                   | 8    | +78.877   | 8º      | 1     |

##### Ritirati
| Nº | Pilota             | Squadra                     | Giri | Griglia |
| -- | ------------------ | --------------------------- | ---- | ------- |
| 4  | Héctor Garzó       | Dynavolt Intact GP          | 3    | 1º      |
| 61 | Alessandro Zaccone | Tech3 E-Racing              | 2    | 7º      |
| 55 | Massimo Roccoli    | Ongetta SIC58 Squadra Corse | 1    | 15º     |

#### Gara 2

##### Arrivati al traguardo
| Pos. | Nº | Pilota             | Squadra                       | Giri | Tempo     | Griglia | Punti |
| ---- | -- | ------------------ | ----------------------------- | ---- | --------- | ------- | ----- |
| 1º   | 29 | Nicholas Spinelli  | Tech3 E-Racing                | 8    | 13'28"043 | 2º      | 25    |
| 2º   | 40 | Mattia Casadei     | LCR E-Team                    | 8    | +0.139    | 4º      | 20    |
| 3º   | 99 | Óscar Gutiérrez    | Axxis - MSi                   | 8    | +0.410    | 5º      | 16    |
| 4º   | 61 | Alessandro Zaccone | Tech3 E-Racing                | 8    | +1.932    | 7º      | 13    |
| 5º   | 9  | Andrea Mantovani   | Klint Forward Factory Team    | 8    | +4.345    | 11º     | 11    |
| 6º   | 3  | Lukas Tulovic      | Dynavolt Intact GP            | 8    | +4.928    | 9º      | 10    |
| 7º   | 77 | Miquel Pons        | Axxis - MSi                   | 8    | +5.828    | 8º      | 9     |
| 8º   | 11 | Matteo Ferrari     | Felo Gresini MotoE            | 8    | +5.994    | 14º     | 8     |
| 9º   | 21 | Kevin Zannoni      | OpenBank Aspar Team           | 8    | +7.226    | 10º     | 7     |
| 10º  | 72 | Alessio Finello    | Felo Gresini MotoE            | 8    | +9.087    | 12º     | 6     |
| 11º  | 34 | Kevin Manfredi     | Ongetta SIC58 Squadra Corse   | 8    | +9.904    | 13º     | 5     |
| 12º  | 7  | Chaz Davies        | Aruba Cloud MotoE Racing Team | 8    | +10.351   | 16º     | 4     |
| 13º  | 55 | Massimo Roccoli    | Ongetta SIC58 Squadra Corse   | 8    | +10.513   | 15º     | 3     |
| 14º  | 6  | María Herrera      | Klint Forward Factory Team    | 8    | +18.813   | 17º     | 2     |

##### Ritirati
| Nº | Pilota          | Squadra                       | Giri | Griglia |
| -- | --------------- | ----------------------------- | ---- | ------- |
| 81 | Jordi Torres    | OpenBank Aspar Team           | 7    | 6º      |
| 80 | Armando Pontone | Aruba Cloud MotoE Racing Team | 3    | 18º     |
| 51 | Eric Granado    | LCR E-Team                    | 3    | 3º      |
| 4  | Héctor Garzó    | Dynavolt Intact GP            | 2    | 1º      |